# Maison Stambolijski à Niš
La maison Stambolijski à Niš (en serbe cyrillique : Кућа Стамболијских у Нишу ; en serbe latin : Kuća Stambolijskih u Nišu) se trouve à Niš, dans la municipalité de Medijana et dans le district de Nišava, en Serbie. Elle est inscrite sur la liste des monuments culturels protégés de la république de Serbie (identifiant no SK 329),,.

## Présentation
La maison, située 36 rue Nikole Pašića, a été construite entre 1875 et 1878 ; la construction a été commencée par le Turc Ahmet Memetović et achevée par le marchand nichois Todor Stanković Stambolija, à qui l'on doit son nom de « maison Stambolijski » ; le marchand était lui-même surnommé Stambolija parce qu'il commerçait avec Istanbul. En 1878, la Croix rouge de Niš a été fondée dans ce bâtiment. Par son style, la maison est caractéristique de l'architecture balkanique.
La maison est constituée d'un rez-de-chaussée et d'un étage construits selon la technique des colombages. À l'étage, au centre, se trouve un oriel vitré ; le toit, à quatre pans et recouvert de tuiles, est prolongé par un grand auvent.
L'intérieur de l'édifice compte plus de 10 pièces. On y trouve des plafonds en bois avec des rosaces, des armoires, des étagères profilées, des portes et des fenêtres en bois richement ornées, ainsi que des cheminées et des canapés.
La maison est aujourd'hui occupée par le restaurant Stambolijski.